# Mina de Las Herrerías

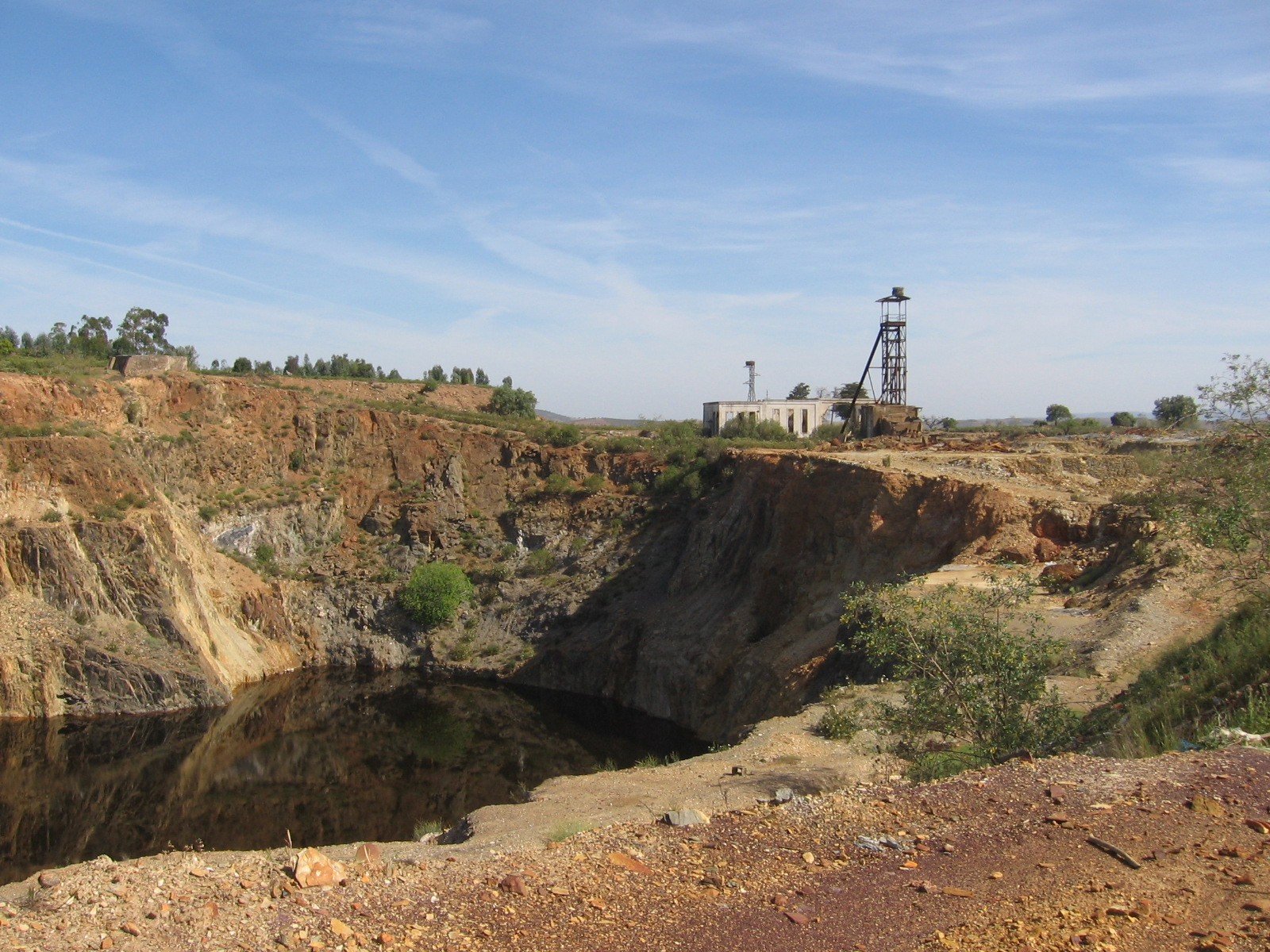
Corta e poço.

A Mina de Las Herrerías e a respetiva aldeia mineira correspondem a um antigo couto mineiro explorado desde o final do século XIX. Localiza-se no município de Puebla de Guzmán, província de Huelva, Espanha.

## História
Como em outros sítios da Faixa Piritosa Ibérica, há evidências de que operações de mineração foram realizadas em Herrerías durante a época romana. Estudos contemporâneos das pilhas de escória romanas na área indicaram que a prata foi o metal mais produzido durante este período. Após esse período, as jazidas ficaram inativas e somente no final do século XIX a exploração mineira de Herrerías foi reativada pelo capital estrangeiro. Em 1853, a área foi visitada pelo engenheiro francês Ernest Deligny.
Foi explorada entre os anos 1880 e 1885 pela companhia The Bedel Metal & Chemical Company Limited, de capital britânico, e posteriormente pela companhia francesa Societé Anonyme de Saint Gobain, pela Sociedad Minera del Guadiana e pela Sociedad Anónima Minas de Herrerías. 
A mina tinha ligação ferroviária ao Puerto de La Laja, no rio Guadiana.

## Geologia
A mina de pirites fica situada na Faixa Piritosa Ibérica, onde se situam igualmente as minas portuguesas de Lousal, Aljustrel, Neves Corvo e São Domingos e que se prolonga em Espanha para além das minas de Riotinto.